# Шолоховское городское поселение
Шолоховское городское поселение — муниципальное образование в Белокалитвинском районе Ростовской области.
Административный центр поселения — рабочий посёлок Шолоховский.

## Административное устройство
В состав Шолоховского городского поселения входит 1 населённый пункт:
- рабочий посёлок Шолоховский.

## Население
| 2009  | 2010  | 2012  | 2013  | 2014  | 2015  | 2016  |
| ----- | ----- | ----- | ----- | ----- | ----- | ----- |
| 9184  | ↘8306 | ↘8118 | ↘7985 | ↘7876 | ↘7808 | ↘7637 |
| 2017  | 2018  | 2019  | 2020  | 2021  |       |       |
| ↘7588 | ↘7452 | ↘7332 | ↘7306 | ↗7358 |       |       |